# St. Theresia (Rhens)

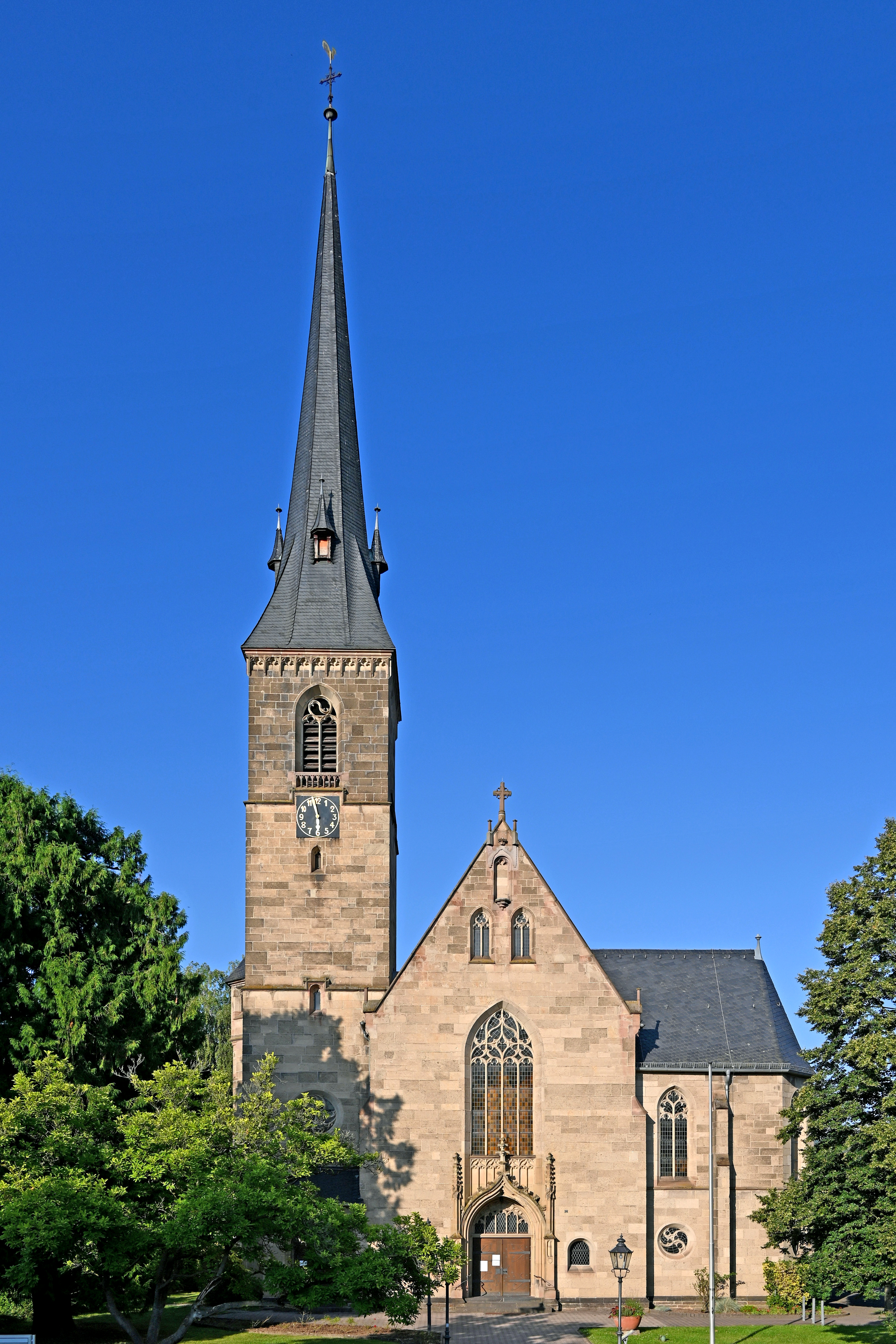
Kirche St. Theresia in Rhens, Westfassade

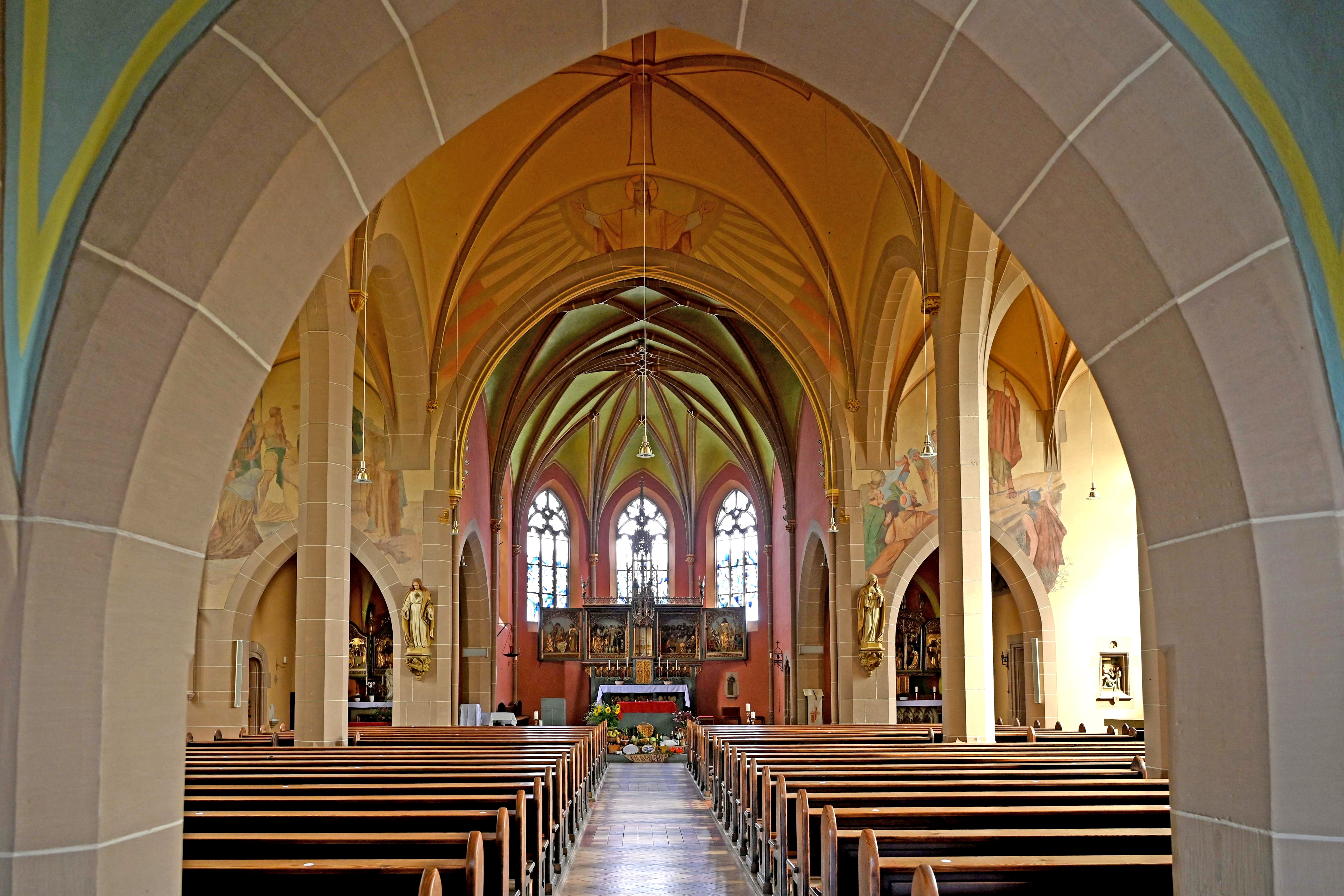
Innenraum mit Blick zum Altar

Die katholische Kirche St. Theresia in Rhens, einer Stadt im Landkreis Mayen-Koblenz in Rheinland-Pfalz, wurde von 1906 bis 1908 errichtet. Sie steht unter Denkmalschutz.

## Geschichte
Die der heiligen Teresa von Ávila geweihte Pfarrkirche liegt unterhalb der alten Pfarrkirche St. Dionysius außerhalb der Altstadt in der Mainzer Straße. Sie wurde von 1906 bis 1908 errichtet, weil die alte Kirche baufällig und zu klein geworden war.

## Architektur
Die neogotische Hallenkirche wurde nach den Plänen des Mainzer Dombaumeisters Ludwig Becker gebaut. Die klaren Formen und die gut ausgearbeiteten Details, wie die Maßwerkfenster, geben der Kirche auch heute noch ein angenehmes Aussehen.

## Orgel

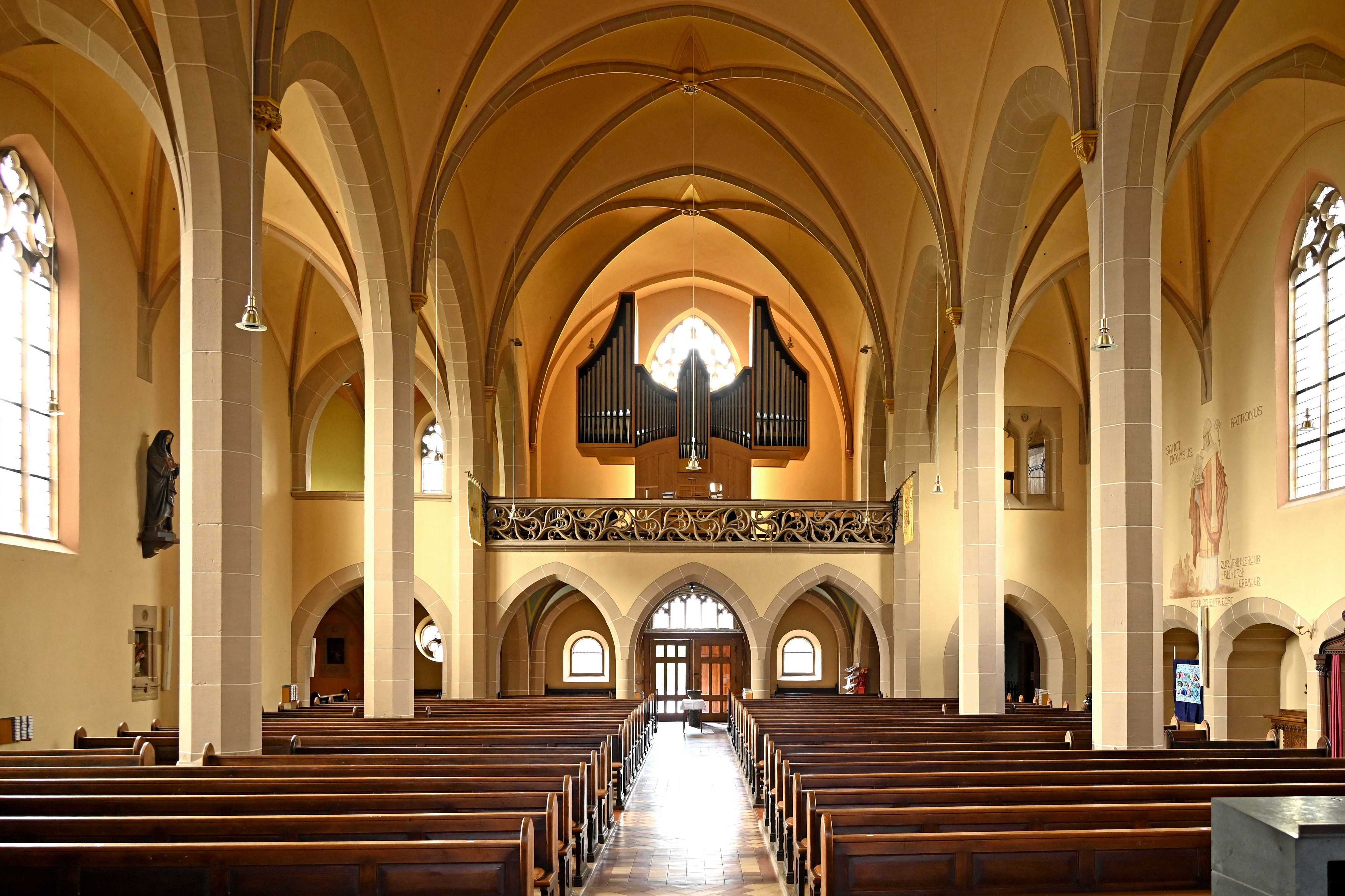
Innenraum, Orgel von Mayer (1983)

Im Jahr 1912 baute Christian Gerhardt aus Boppard eine Orgel mit 25 Registern. Diese wurde 1983 durch eine neue Orgel der Firma Hugo Mayer aus Heusweiler ersetzt.

## Denkmalschutz
Die Pfarrkirche St. Theresia ist ein geschütztes Kulturdenkmal nach dem Denkmalschutzgesetz (DSchG) und in der Denkmalliste des Landes Rheinland-Pfalz eingetragen. Sie liegt Am Bahnhof.
Seit 2002 ist die Pfarrkirche St. Theresia Teil des UNESCO-Welterbes Oberes Mittelrheintal.